# Alone (Alan Walker)
Alone è un singolo del produttore e DJ norvegese Alan Walker, pubblicato il 2 dicembre 2016 dalla MER Musikk.

## Descrizione
Il brano è stato scritto e prodotto da Alan Walker, Anders Froen (Mood Melodies), Gunnar Greve Pettersen e Jesper Borgen.
La base strumentale è stata creata apposta da Anivall e Anders Froen e la voce è stata prodotta dallo stesso Alan Walker in collaborazione con la cantante svedese Noonie Bao.
Il testo di Alone è stato scritto da: Gunnar Greve Pettersen, Jesper Borgen e Mood Melodies.
Un sequel del brano, dal titolo Alone, Pt. II, in collaborazione con la cantante Ava Max, è stato pubblicato nel 2019.

## Video musicale
Il video musicale della canzone è stato girato parte in Inghilterra ed è stato diretto da Rikkard & Tobias Häggbom.
È stato girato in diverse località tra cuiː Londra, Paesi Bassi e Svezia.